# Army of the Southwest
Die Südwest-Armee war ein Großverband des US-Heeres im Sezessionskrieg, der auf dem Kriegsschauplatz Trans-Mississippi eingesetzt wurde. Sie wurde am 24. Dezember 1861 aufgestellt und am 13. Dezember 1862 in den Wehrbezirk östliches Arkansas, der dem Wehrbereich Tennessee und damit Generalmajor Ulysses S. Grant unterstand, überführt.
Sie bestand aus Verbänden des Wehrbereichs Missouri und erhielt ihren Namen vom dortigen Distrikt Südwestmissouri, dessen Feldarmee sie darstellte. Ihre Stärke ging nicht über die eines Korps hinaus. Die Armee operierte in Südmissouri und Arkansas.
Nach der Einnahme von Helena, Arkansas im Juli 1862 wurden ständig unterstellte Verbände auf den westlichen Kriegsschauplatz, aber auch im weitläufigen Kriegsschauplatz Trans-Mississippi unter anderen Kommandos eingesetzt.

## Oberbefehlshaber
- Generalmajor Samuel R. Curtis (25. Dezember 1861 – 29. August 1862)
- Brigadegeneral Frederick Steele (29. August 1862 – 7. Oktober 1862)
- Brigadegeneral Eugene Asa Carr (7. Oktober 1862 – 12. November 1862)
- Brigadegeneral Willis A. Gorman (12. November 1862 – 13. Dezember 1862)

## Schlachten und Feldzüge
- Schlacht am Pea Ridge
- Operationen am Cache River in Arkansas
- Einnahme von Helena, Arkansas